# Eparchia di San Nicola di Chicago
L'eparchia di San Nicola di Chicago (in latino Eparchia Sancti Nicolai Chicagiensis Ucrainorum) è una sede della Chiesa greco-cattolica ucraina negli Stati Uniti d'America suffraganea dell'arcieparchia di Filadelfia. Nel 2022 contava 12.830 battezzati. È retta dall'eparca Venedykt (Valerij) Aleksijčuk, M.S.U.

## Territorio
L'eparchia comprende i fedeli della Chiesa greco-cattolica ucraina negli Stati Uniti occidentali, ad ovest del confine occidentale dell'Ohio e dei fiumi Missouri e Mississippi ed è presente nei seguenti stati: Arizona, California, Colorado, Hawaii, Illinois, Indiana, Kansas, Michigan, Minnesota, Missouri, Nebraska, Dakota del Nord, Oregon, Texas, Washington e Wisconsin.
Sede eparchiale è la città di Chicago, dove si trova la cattedrale di San Nicola.
Il territorio è suddiviso in 38 parrocchie, raggruppate in 4 decanati: quelli di Chicago (Wisconsin, Illinois e Indiana) e di Detroit (Michigan), dove maggiore è la presenza di ucraini greco-cattolici; e i decanati del Sud-ovest e del Centro-nord.

## Storia
L'eparchia è stata eretta il 14 luglio 1961 con la bolla Byzantini ritus di papa Giovanni XXIII, ricavandone il territorio dall'arcieparchia di Filadelfia.

## Cronotassi dei vescovi
Si omettono i periodi di sede vacante non superiori ai 2 anni o non storicamente accertati.
- Jaroslav Gabro † (14 luglio 1961 - 28 marzo 1980 deceduto)
- Innocent Hilarion Lotocky, O.S.B.M. † (22 dicembre 1980 - 2 luglio 1993 ritirato)
- Michael Wiwchar, C.SS.R. (2 luglio 1993 - 29 novembre 2000 nominato eparca di Saskatoon)
- Richard Stephen Seminack † (25 marzo 2003 - 16 agosto 2016 deceduto)
- Venedykt (Valerij) Aleksijčuk, M.S.U., dal 20 aprile 2017

## Statistiche
L'eparchia nel 2022 contava 12.830 battezzati.
| anno | popolazione | popolazione | popolazione | presbiteri | presbiteri | presbiteri | presbiteri                | diaconi | religiosi | religiosi | parrocchie |
| anno | battezzati  | totale      | %           | numero     | secolari   | regolari   | battezzati per presbitero | diaconi | uomini    | donne     | parrocchie |
| ---- | ----------- | ----------- | ----------- | ---------- | ---------- | ---------- | ------------------------- | ------- | --------- | --------- | ---------- |
| 1966 | ?           | ?           | ?           | 45         | 35         | 10         | 0                         |         | 10        | 21        | 36         |
| 1970 | 29.800      | ?           | ?           | 44         | 34         | 10         | 677                       |         | 10        |           | 26         |
| 1976 | 29.912      | ?           | ?           | 46         | 34         | 12         | 650                       |         | 12        | 17        | 36         |
| 1980 | 30.030      | ?           | ?           | 43         | 31         | 12         | 698                       | 2       | 13        | 20        | 38         |
| 1990 | 26.000      | ?           | ?           | 50         | 36         | 14         | 520                       | 6       | 24        | 9         | 37         |
| 1999 | 9.500       | ?           | ?           | 59         | 44         | 15         | 161                       | 11      | 15        | 4         | 36         |
| 2000 | 12.000      | ?           | ?           | 63         | 49         | 14         | 190                       | 10      | 15        | 4         | 38         |
| 2001 | 10.000      | ?           | ?           | 55         | 42         | 13         | 181                       | 12      | 15        | 4         | 37         |
| 2002 | 10.000      | ?           | ?           | 51         | 38         | 13         | 196                       | 12      | 13        | 2         | 37         |
| 2003 | 10.000      | ?           | ?           | 51         | 38         | 13         | 196                       | 12      | 13        | 2         | 37         |
| 2004 | 12.000      | ?           | ?           | 54         | 42         | 12         | 222                       | 14      | 28        | 3         | 40         |
| 2009 | 10.000      | ?           | ?           | 56         | 46         | 10         | 178                       | 12      | 15        | 4         | 45         |
| 2010 | 10.500      | ?           | ?           | 61         | 48         | 13         | 172                       | 12      | 19        | 4         | 38         |
| 2012 | 10.000      | ?           | ?           | 58         | 46         | 12         | 172                       | 10      | 17        | 3         | 38         |
| 2014 | 11.000      | ?           | ?           | 50         | 38         | 12         | 220                       | 11      | 16        | 5         | 39         |
| 2015 | 11.000      | ?           | ?           | 60         | 48         | 12         | 183                       | 11      | 16        | 5         | 47         |
| 2017 | 12.500      | ?           | ?           | 65         | 53         | 12         | 192                       | 12      | 18        | 3         | 45         |
| 2020 | 12.780      | ?           | ?           | 65         | 53         | 12         | 196                       | 12      | 18        | 3         | 45         |
| 2022 | 12.830      | ?           | ?           | 58         | 50         | 8          | 221                       | 14      | 21        | 5         | 38         |